# Douze vilains
Les « douze vilains » (en anglais : Dirty Dozen) représentent une catégorie de polluants organiques persistants (POP) qui s’inscrivent parmi les contaminants organiques les plus répandus et les plus nocifs à l’environnement. Cette « sale douzaine », tirée de l’anglais « The dirty dozen », est en réalité composée de 17 composés qui sont, pour la plupart, des pesticides et des insecticides. Afin de les classer dans cette liste, trois caractéristiques des produits en cause sont analysées : la persistance dans l'environnement, le facteur de bioaccumulation (BCF) ainsi que la propagation dans l’environnement.
La liste officielle, fournie par la base de données du Pesticide Action Network (PAN), comporte les composés suivants (par ordre alphabétique) :
2,4,5-T (un composant de l'agent orange), aldicarbe, aldrine, chlordane, chlordimeform, DBCP, DDT, dieldrine, DBE, heptachlore, HCH, lindane (γ-HCH), parathion méthyl (méthylparathion), dichlorure de paraquat, parathion éthyl (parathion), PCP, toxaphène.

## Propagation dans l'environnement
Le problème majeur de ces contaminants est le fait que leurs effets néfastes peuvent être ressentis à plusieurs milliers de kilomètres de la source d’origine. Souvent peu solubles dans l’eau, ces composés volatils voyagent dans l’air. Leur persistance leur permet de traverser de grandes distances sans se détériorer. Ce voyage dans l’atmosphère n'a rien d'aléatoire. Il suit un certain parcours méthodique qui est appelé l'effet sauterelle ou parfois distillation globale. 
L'effet sauterelle est un phénomène d’alternance évaporation/condensation qui dirige tous les composés volatils persistants vers les régions polaires. Ainsi, même si une grande partie des pesticides sont utilisés au niveau de l’équateur dans les pays tropicaux et les pays en voie de développement, il est facile de noter l’omniprésence de ces composés partout dans le monde.
L’une des plus grandes preuves de cet effet sauterelle réside dans les peuples Inuits qui vivent dans le grand nord canadien. Loin de toute source de pesticides, l’agriculture et les insectes vecteurs de maladies étant inexistants dans ces régions, les habitants démontrent tout de même une importante concentration de pesticides dans leur organisme. Pour expliquer en détail pourquoi un tel phénomène est observé, l’effet sauterelle n’est pas la seule cause qui est considérée. Tout d’abord, l’une des caractéristiques de ces molécules est de présenter un fort caractère lipophile, c’est-à-dire qu’elles ont tendance à s’accumuler dans les graisses. Pour résister aux températures extrêmes, la faune de cet écosystème comporte une plus grande quantité de graisses ce qui facilite la bioaccumulation. Ensuite, la cinétique des réactions de biodégradation n'est pas tout à fait la même dans les pays tropicaux et les régions arctiques. En effet, au niveau de l’équateur, à plus ou moins 30 °C, ces polluants persistent généralement moins de 5 ans dans l’environnement. Dans les régions froides, à plus ou moins 30 °C sous zéro, la cinétique, qui dépend de la température, devient plus lente ce qui a pour effet de faire durer la présence de ces pesticides dans l’environnement jusqu’à 20 et parfois même 100 ans.

## La situation mondiale
Historiquement, l’utilisation des pesticides a connu deux grands essors, le premier au début du siècle dernier[Lequel ?] et l’autre après la Deuxième Guerre mondiale. Ce n’est qu’au début des années 1970 que l’on commence à prendre conscience du problème environnemental de ces composés. Pourtant ce n’est qu’en 1985 que la vilaine douzaine est finalement proposée comme la liste des éléments à éliminer de notre quotidien. En 1995, une première assemblée mondiale se déroule à Vancouver afin de discuter de la situation. En 2001, la convention de Stockholm vise à éradiquer plusieurs polluants organiques persistants. Effective en 2004, cette convention a été signée par 158 pays.
À l’heure actuelle[Quand ?], bon nombre de ces composés ont été bannis dans plusieurs pays [réf. nécessaire]Certains sont encore légalement utilisés non sans être soumis à de sévères restrictions d’utilisations. Bien qu’un contrôle de ces produits a finalement été adopté, il subsiste tout de même certaines controverses concernant les exportations et l’importance de la vie humaine versus l’environnement [réf. nécessaire].
Il y a de cela quelques décennies[Quand ?], le paludisme et le typhus ont touché plusieurs pays industrialisés. Une grande quantité[Combien ?] de pesticides a été utilisée pour éliminer l’épidémie. Ce n’est qu’ensuite que ces pays ont décidé de mettre fin à l’utilisation abusive de ces produits par souci de l’environnement [réf. nécessaire]. Par contre, ces maladies et plusieurs autres continuaient de faire rage dans les pays tropicaux et en voie de développement, tuant des millions de personnes chaque année. Le débat s’inscrit donc comme suit : la plupart des organismes environnementaux estiment que l’utilisation de ces composés déstabilise les écosystèmes tout en intoxicant l’être humain [réf. nécessaire]. D’autre part, les pays à la merci des insectes vecteurs de maladies se défendent en disant que ces pesticides nuiront à une poignée de personnes alors que la maladie touche chaque année plus de victimes [réf. nécessaire]. Plusieurs études qui ont été effectuées à ce sujet parviennent à des conclusions divergentes [Lesquelles ?]. Un abus de pesticides peut amener les insectes vecteurs à développer une résistance à ceux-ci, ce qui ne règle ni le problème humain, ni le problème environnemental. L’un des cas les plus disputés encore aujourd’hui est celui du DDT [réf. nécessaire].
Les producteurs de ces pesticides qui se sont retrouvés du jour au lendemain avec une quantité industrielle de produits qui ne peuvent être utilisés ont dû trouver des solutions alternatives. Plusieurs d’entre eux se sont tournés vers l’exportation. Cependant, plusieurs pays qui avaient banni ces pesticides avaient aussi interdit toute forme de commerce. Cela n’empêche pas l’exportation car ce marché du pesticide ne s’inscrit dans aucun registre public. Le contrôle des contenants n’est pas à l’affût de tous les produits nocifs qui ne sont pas clairement identifiés. De plus, il est facile de voir que ces produits exportés se retrouvent dans les pays où la demande est forte, c’est-à-dire les pays tropicaux et du tiers monde [réf. nécessaire]. Encore une fois, la polémique et l’oppression humaine sont à l’honneur[style à revoir].

## Les effets sur l'environnement et sur l'organisme
En premier lieu, il est important de savoir que l’activité nocive de ces molécules peut être dénotée à de très petites concentrations soit de l’ordre du ppb (parties par milliards). Ensuite, ces molécules sont bioaccumulables, c’est-à-dire que leur niveau d’excrétion et d’élimination est nettement inférieur à leur degré d'assimilation. Bref, elles persistent dans l’organisme. Finalement, elles présentent aussi un important facteur de bioamplification ce qui fait en sorte que la concentration augmente le long de la chaîne trophique,.
Le mode d’action de ces molécules réside essentiellement dans la substitution de molécules naturelles. En effet, la plupart des pesticides qui se retrouvent dans l’organisme vont non seulement s’accumuler dans les tissus lipidiques mais aussi prendre la place de certaines molécules qui sont essentielles au bon fonctionnement de l’organisme. L’un des systèmes qui semble le plus affecté par ces substitutions est le système endocrinien. Celui-ci, joue un grand rôle dans le développement et dans la régulation du corps humain. Ainsi, plus le sujet est jeune, plus son risque d’être affecté par les pesticides est grand. Le groupe le plus sensible se situe donc dans les 0 à 6 ans.  
Au niveau de l’environnement, les pesticides perturbent les écosystèmes de plusieurs façons. En ce qui concerne la flore, il peut s’agir d’une destruction totale ou d’une inhibition de la croissance. D’autre part la faune subit des altérations similaires aux êtres humains, c’est-à-dire surtout au niveau du développement. Les oiseaux semblent être les premiers affectés. Pouvant tout simplement causer la mort par intoxication de certaines espèces aviaires, les pesticides ont aussi pour effet d’amincir la coquille de leurs œufs.

## Les défis analytiques
L’étude des pesticides peut parfois comporter certaines contraintes ou soulever certaines particularités qui peuvent compliquer l'analyse de ces composés.  
Une de ces études consiste à analyser la teneur en pesticide dans le lait maternel. L’importance de celle-ci réside dans la répercussion de ce lait chez un nouveau-né étant donné que, comme mentionné dans la précédente section, les pesticides sont néfastes pour le développement. Par contre, le lait maternel est une matrice différente des tissus lipidiques ce qui implique une bioaccumulation qui n’est pas de même nature. Ensuite, il est difficile de valider les méthodes utilisées car l’obtention d’un échantillon certifié n’est pas vraiment envisageable. Il est en effet peu probable qu’une femme qui allaite accepte volontairement d’être exposé à des pesticides afin de connaître combien se retrouveront dans leur lait maternel. De plus, les études effectuées jusqu’à maintenant ne porte que sur de petites populations.
Un autre aspect qui peut générer des complications au niveau de l’analyse est le comportement différent des molécules semblables. Il peut être aisé d’extrapoler que si un pesticide X se comporte d’une manière précise dans l’environnement, une molécule semblable pourrait elle aussi se comporter de la même manière mais il n’en est rien. Un des exemples les plus concrets de cela est l’isomérie du HCH. En effet, cette molécule composée d’un cyclohexane et de 6 chlores possède différents isomères qui ne se déplacent pas de la même manière dans l’environnement et ne présentent pas le même niveau de toxicité. L’isomère alpha suit la propagation selon l’effet sauterelle dans l’atmosphère tandis que l’isomère bêta, quoique peu soluble dans l’eau, suit les voies maritimes pour se propager. De plus l'alpha présente une toxicité nettement supérieure au bêta. Il faut donc que chaque forme possible des molécules soit possiblement étudiée indépendamment l’une de l’autre. De plus, il faut faire bien attention de séparer ces isomères lors de l’analyse pour obtenir ce qui se trouve réellement dans l’échantillon ainsi que les risques encourus.    
Fort heureusement, parmi les méthodes de détection actuellement utilisée, l’une d’elles se démarque par sa sensibilité et sa sélectivité. Le détecteur à capture d’électron est l’une des méthodes choyées pour la détection de faibles concentrations de pesticides. Ce détecteur, souvent couplé à un CPG, détecte facilement les composés chlorés. De plus, cette méthode de détection possède peu d’interférents et ne s’avère pas trop coûteuse,.